# Kunstjahr 1871

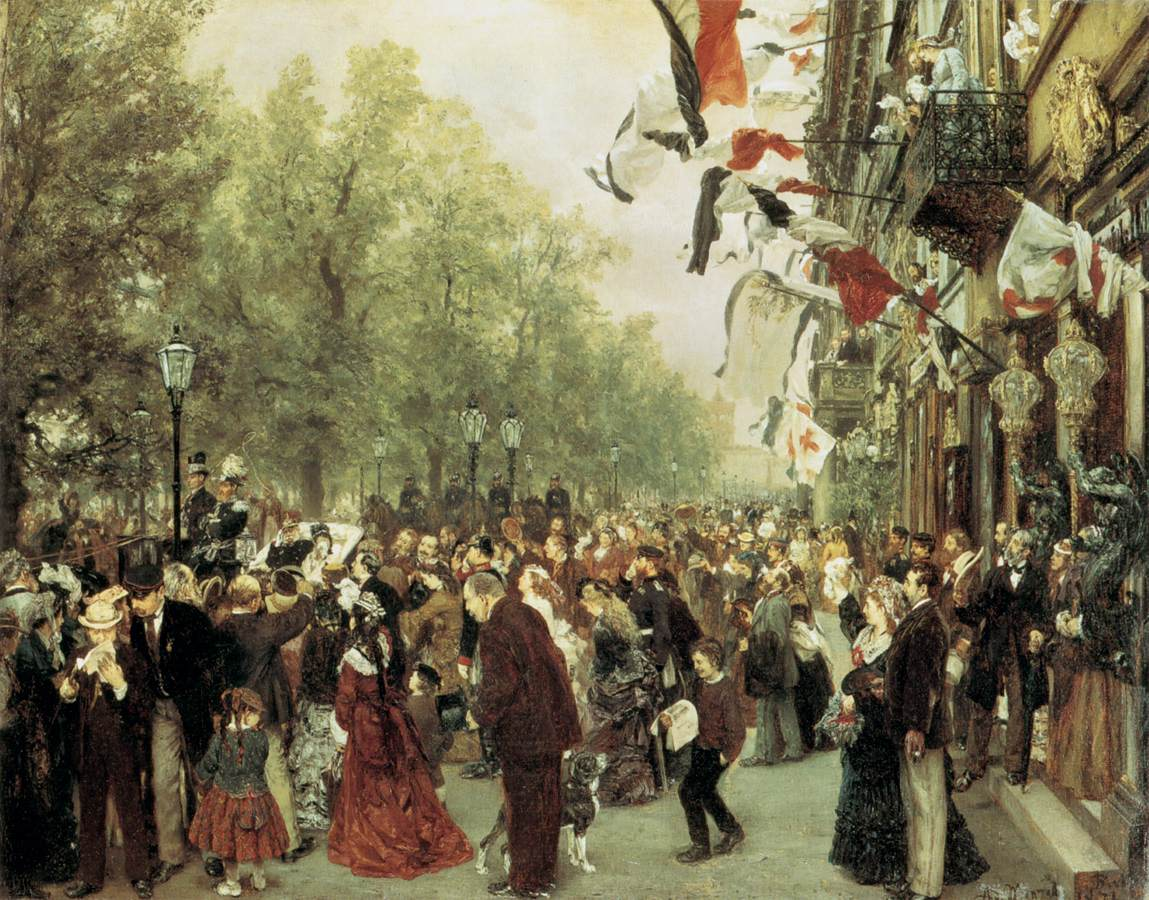
Abreise König Wilhelms I. zur Armee am 31. Juli 1870, Adolph von Menzel, 1871

Liste der Kunstjahre

◄◄ | ◄ | 1867 | 1868 | 1869 | 1870 | Kunstjahr 1871 | 1872 | 1873 | 1874 | 1875 | ►

Weitere Ereignisse

## Ereignisse

### Architektur

Stereoskopisches Foto vom Inneren der Royal Albert Hall im 19. Jahrhundert

- 29. März: Die Royal Albert Hall im Londoner Stadtteil Kensington wird eröffnet. Sie bildet den nutzbaren Teil der nationalen Gedenkstätte zu Ehren von Prinz Albert von Sachsen-Coburg und Gotha, dem 1861 gestorbenen Gemahl von Königin Victoria. Der Bau der Royal Albert Hall ist einem römischen Amphitheater nachempfunden und Zeugnis viktorianischer Architektur.

- 6. Oktober: Der Tyler Davidson Fountain in Cincinnati im US-Bundesstaat Ohio wird vor rund 20.000 Menschen enthüllt. Der Stifter Henry Probascomöchte damit seinem Geschäftspartner Tyler Davidson ein Denkmal setzen und gleichzeitig den Alkoholismus in seiner Stadt eindämmen. Der Brunnen wird zum Wahrzeichen Cincinnatis und der meistbesuchte Brunnen der USA.

In Wien beginnt der Bau des Wiener Stadttheaters durch die Architekten Ferdinand Fellner den Älteren und Ferdinand Fellner den Jüngeren für eine private AG des Journalisten Max Friedländer und des Theaterautors und -leiters Heinrich Laube. Die beiden wollen damit ein bürgerliches Theater errichten, das – ohne Zensur – den kaiserlichen Hoftheatern Konkurrenz machen soll.

### Malerei

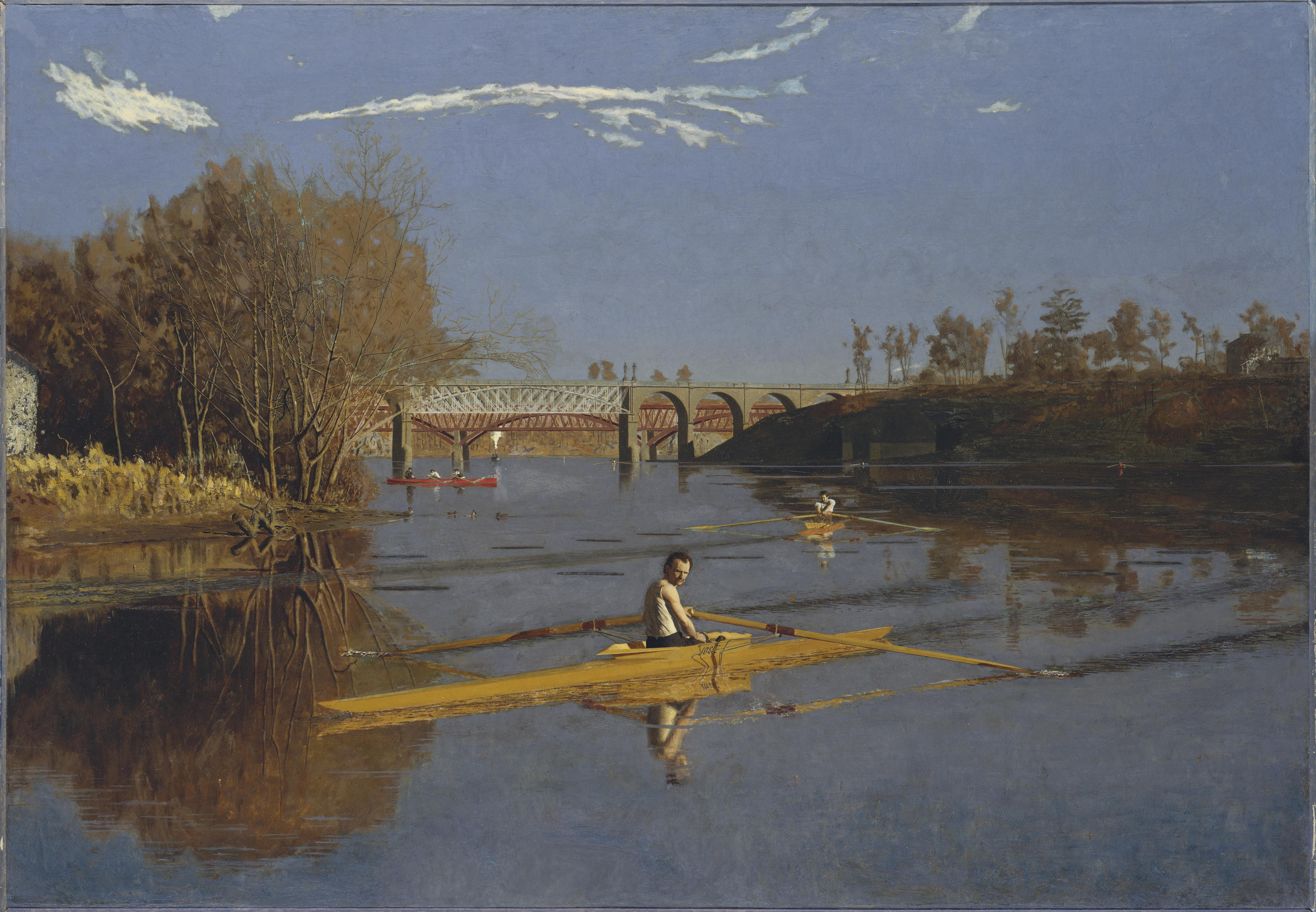
Max Schmitt in a Single Scull, Öl auf Leinwand

- James McNeill Whistler malt in Öl auf Leinwand sein berühmtestes Werk, Whistler's Mother.
- Thomas Eakins malt sein bekanntestes Ruderbild Max Schmitt in a Single Scull.
- Adolph von Menzel malt in Öl auf Leinwand die Abreise König Wilhelms I. zur Armee am 31. Juli 1870.

### Ausbildung
- Mit Mitteln des wohlhabenden britischen Rechtsanwalts und Kunstsammlers Felix Slade erfolgt in London die Gründung der Slade School of Fine Art. Erster Professor wird Edward Poynter, der die Schule entscheidend prägt.
- Die Hochschule für Kunst und Design Helsinki wird gegründet.

## Geboren

### Geburtsdatum gesichert
- 09. Januar: Arnold Königs, deutscher Architekt und Bauunternehmer († 1960)

- 01. Februar: Gabriel Veyre, französischer Filmschaffender († 1936)
- 02. Februar: Karol Tichy, polnischer Maler († 1939)
- 15. Februar: Josef Hlávka, tschechischer Baumeister, Architekt und Mäzen († 1908)
- 21. Februar: Paul Cassirer, deutscher Verleger und Galerist († 1926)
- 21. Februar: Wilhelm von Debschitz, deutscher Kunstmaler, Designer und Kunstlehrer († 1948)

- 01. März: Ferdinand Andri, österreichischer Maler und Grafiker († 1956)
- 14. März: Bernhard Winter, deutscher Maler († 1964)

- 01. April: Helene Maß, Berliner Landschafts- und Blumenmalerin, Grafikerin, Radiererin und Holzschneiderin († 1955)
- 11. April: Theodor Pallady, rumänischer Maler († 1956)
- 12. April: August Endell, deutscher Architekt des Jugendstils († 1925)

- 11. Mai: Carl James Bühring, deutscher Architekt, Kommunalpolitiker († 1936)
- 18. Mai: Franziska zu Reventlow, deutsche Schriftstellerin, Übersetzerin und Malerin († 1918)
- 27. Mai: Georges Rouault, französischer Maler und Grafiker († 1958)

- 17. Juli: Lyonel Feininger, deutsch-US-amerikanisch-französischer Karikaturist und Maler († 1956)
- 18. Juli: Giacomo Balla, italienischer Maler des Futurismus († 1958)
- 25. Juli: Friedrich Pützer, deutscher Architekt und Kirchenbaumeister († 1922)
- 26. Juli: Emil Wilhelm Artmann, österreichischer Bauingenieur, Architekt und Hochschullehrer († 1939)

- 14. August: Johann Emil Schaudt, deutscher Architekt und Kunstgewerbler († 1957)
- 18. August: Johan Joseph Aarts, niederländischer Maler und Grafiker († 1934)
- 29. August: Jack Butler Yeats, irischer Künstler († 1957)

- 03. September: Ernst Neumann-Neander, deutscher Kunstmaler und Erfinder, Motorradbauer († 1954)
- 11. September: Hermenegildo Anglada Camarasa, spanischer Maler († 1959)
- 23. September: František Kupka, tschechischer Maler († 1957)
- 26. September: Winsor McCay, US-amerikanischer Karikaturist und Comiczeichner († 1934)

- 13. Oktober: Julius Mössel, deutscher Künstler († 1957)
- 17. Oktober: Friedrich Ostendorf, deutscher Architekt († 1915)
- 20. Oktober: Hubert Gessner, österreichischer Architekt († 1943)
- 26. Oktober: Guillermo Kahlo, mexikanischer Fotograf deutscher Herkunft und Vater der Malerin Frida Kahlo († 1941)

- 03. November: Hanns Heinz Ewers, deutscher Schriftsteller und Filmemacher († 1943)
- 16. November: Hugo Lederer, deutscher Bildhauer († 1940)

- 13. Dezember: Emily Carr, kanadische Malerin und Schriftstellerin († 1945)

### Genaues Geburtsdatum unbekannt
- Hagop Iskender, armenisch-türkischer Fotograf († 1949)

## Gestorben

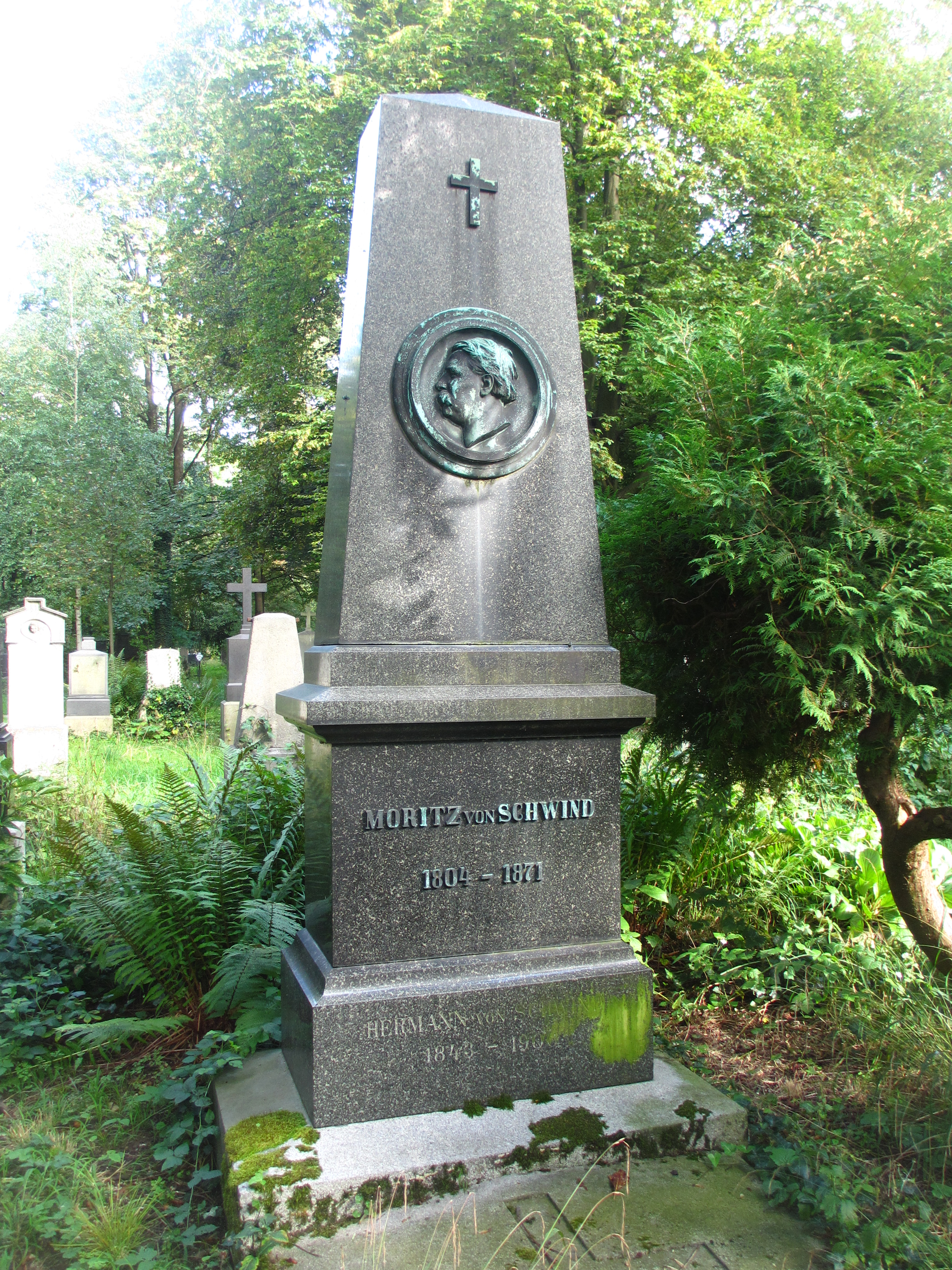
Grab von Moritz von Schwind auf dem Alten Südlichen Friedhof in München

- 8. Februar: Moritz von Schwind, österreichisch-deutscher Maler (* 1804)
- 16. Februar: Philippe Jacques van Bree, belgischer Maler, Bildhauer und Architekt (* 1786)
- 20. Februar: Paul Kane, kanadischer Maler (* 1810)

- 3. März: Michael Thonet, deutscher Tischlermeister, Industrieller und Möbeldesigner (* 1796)
- 4. April: Peter von Hess, deutscher Schlachten- und Genremaler (* 1792)
- 29. April: Otto Speckter, deutscher Zeichner und Radierer (* 1807)

- 1. Mai: Andreas Andresen, deutscher Kunstbuchautor (* 1828)
- 27. Mai: Eduard Bürklein, deutscher Architekt (* 1816)
- 9. Juni: Anna Atkins, englische Botanikerin, Fotografin und Illustratorin (* 1799)

- 1. Juli: Jean-Baptiste Farochon, französischer Medailleur und Bildhauer (* 1812)
- 1. Juli: Charles Texier, französischer Reisender, Architekt und Archäologe (* 1802)
- 25. Juli: Hermann Freese, deutscher Maler (* 1819)
- 9. Dezember: Josef Mánes, tschechischer Maler und Vertreter der Romantik (* 1820)